# Perriers-en-Beauficel
Perriers-en-Beauficel település Franciaországban, Manche megyében. Lakosainak száma 207 fő (2022. január 1.). Perriers-en-Beauficel Saint-Michel-de-Montjoie, Beauficel, Brouains, Gathemo, Lingeard és Juvigny les Vallées községekkel határos.

## Népesség
A település népességének változása:
| Lakosok száma | 400  | 268  | 216  | 227  | 230  | 216  | 216  | 210  | 207  | 207  |
|               | 1968 | 1982 | 1990 | 2006 | 2013 | 2015 | 2017 | 2019 | 2020 | 2022 |